# Байдуков Георгій Пилипович
Гео́ргій Пили́пович Байдуко́в (26 травня 1907 — 28 лютого 1994)  — радянський льотчик-випробувач, генерал-полковник авіації, Герой Радянського Союзу.

## Біографія
Народився 13 травня (за новим стилем — 26 травня) на роз'їзді таришта (нині Татарський район, Новосибірська область) у сім'ї залізничника. В 9 років залишився сиротою. Виховувався в інтернаті. З 1921 р. працював будівельним робітником на Сибірській залізниці.
В 1926 році добровольцем вступив в РСЧА. Закінчив військово-теоретичну школу ВПС, а в 1928 — Качинську військову авіаційну школу пілотів. Служив у частинах ВПС СРСР.
В 1931—1934 — льотчик-випробувач Науково-випробувального інституту ВПС. З 1934 вчився на інженерному факультеті Військово-повітряної академії імені Жуковського. На початку серпня 1935 року у складі екіпажу С. О. Леваневського брав участь у спробі трансарктичного перельоту на літаку АНТ-25, що був перерваний через технічні причини. Після цього продовжив подальші випробування АНТ-25.
1936 разом з Валерієм Чкаловим і Олександром Бєляковим здійснив переліт на острів Удд (Чкалов), в червні 1937 року в складі того ж екіпажу зробив переліт з Москви до Ванкувера (США) через Північний полюс.
Брав участь у радянсько-фінській війні у складі 85-го бомбардувального авіаційного полку.
З початком Великої Вітчизняної війни був направлений у відрядження у США для узгодження придбання американських літаків.
З січня 1942 року у діючій армії, командував авіаційним з'єднанням.
Після війни на керівних посадах ВПС. 1951 закінчив Вищу військову академію імені Ворошилова, після чого працює на відповідальних посадах в Міністерстві оборони СРСР. З 1988 року генерал-полковник авіації Г. Ф. Байдуков — у відставці.
Нагороджений кількома орденами та медалями СРСР.
Автор книг «Наш політ до Америки» (1937), «Записки пілота» (1938), «Про Чкалова» (1939) та інших.

## Вшанування
Острів Лангр в Охотському морі перейменовано на острів Байдукова, село, розташоване на цьому острові, носить назву Байдуково.